# Сюжет
Сюже́т (через фр. sujet, от лат. subiectum — «предмет») в литературе, драматургии, театре, кино, комиксах, играх — ряд событий (последовательность сцен, актов), происходящих в художественном произведении (на сцене театра) и выстроенных для читателя (зрителя, игрока) по определённым правилам демонстрации. Сюжет — основа формы произведения.
Согласно словарю Ожегова, сюжет — это последовательность и связь описания событий в литературном или сценическом произведении; в произведении изобразительного искусства — предмет изображения.

## Содержание понятия
В предельно общем виде сюжет — это своего рода базовая схема произведения, включающая последовательность происходящих в произведении действий и совокупность существующих в нём отношений персонажей. Обычно сюжет включает в себя следующие элементы: экспозицию, завязку, развитие действия, кульминацию, развязку и постпозицию, а также в некоторых произведениях пролог и эпилог. Основной предпосылкой развёртывания сюжета является время, причём как в историческом плане (исторический период действия произведения), так и в физическом (течение времени в ходе произведения).

## Сюжет и фабула
Понятие сюжета тесно связано с понятием фабулы произведения. В современной русской литературной критике (равно как и в практике школьного преподавания литературы) термином «сюжет» обычно называют сам ход событий в произведении, а под фабулой понимают основной художественный конфликт, который по ходу этих событий развивается. Исторически существовали и продолжают существовать и другие, отличные от указанного взгляды на соотношение фабулы и сюжета, например:
- Толковый словарь Ушакова определяет сюжет как «совокупность действий, событий, в которых раскрывается основное содержание художественного произведения», а фабулу как «содержание событий, изображаемых в литературном произведении, в их последовательной связи». Таким образом, фабуле, в отличие от сюжета, приписывается обязательное изложение событий произведения в их временной последовательности.
- Предыдущее толкование было поддержано в 1920-х годах представителями ОПОЯЗа, которые предложили различать две стороны повествования, само по себе развитие событий в мире произведения они называли «фабулой», а то, как эти события изображены автором, — «сюжетом».
- Другое толкование идёт от русских критиков середины XIX века и поддерживалось также А. Н. Веселовским и М. Горьким, они называли «сюжетом» само развитие действия произведения, добавляя к этому взаимоотношения персонажей, а под «фабулой» понимали композиционную сторону произведения, то есть то, как именно автор сообщает содержание сюжета. Значения терминов «сюжет» и «фабула» в данном толковании, по сравнению с предыдущим, меняются местами.

Наконец, существует также точка зрения, что понятие «фабула» самостоятельного значения не имеет и для анализа произведения вполне достаточно оперировать понятиями «сюжет», «схема сюжета» (то есть фабула в смысле первых двух из вышеперечисленных вариантов), «композиция сюжета» (то, как события из схемы сюжета излагает автор).

## Типология сюжетов
Предпринимались неоднократные попытки классифицировать сюжеты литературных произведений, разделять их по различным признакам, выделять наиболее типичные. Как отмечает профессор Е. М. Мелетинский, «большинство традиционных сюжетов восходит на Западе к библейским и античным мифам».
Проведённый в рамках сравнительного литературоведения и сравнительной мифологии анализ позволил выделить большую группу сюжетов, которые многократно повторяются в различном оформлении у разных народов и в разных регионах, большей частью — в народном творчестве (сказки, мифы, легенды). Малая часть из них является «бродячими», основная же часть по-видимому возникла у разных народов самостоятельно (см. архетипические сюжеты).
По мнению А. Е. Нямцу, из всего многообразия традиционных сюжетов можно выделить четыре основные генетические группы: мифологические, фольклорные, исторические и литературные. Существует множество попыток свести всё многообразие сюжетов к небольшому, но при этом исчерпывающему набору сюжетных схем. В известной новелле «Четыре цикла» Борхес утверждает, что все сюжеты сводятся всего к четырём вариантам:
- о штурме и обороне укреплённого города (Троя);
- о долгом возвращении (Одиссей);
- о поиске (Ясон);
- о самоубийстве бога (Один, Аттис).

Французский исследователь Жорж Польти опубликовал в 1895 году книгу «Тридцать шесть драматических ситуаций», в которой свёл весь опыт мировой драматургии к разрабатыванию 36-и стандартных сюжетных коллизий.